# Marjan Altiparmakovski
Marjan Altiparmakovski (in macedone Марјан Алтипармаковски?; Bitola, 18 luglio 1991) è un calciatore macedone, attaccante svincolato.

## Carriera

### Club
Il 1º luglio 2018 viene acquistato a titolo definitivo dalla squadra albanese del Laçi.

## Palmarès

### Club

#### Competizioni nazionali
- Coppa di Macedonia: 1

Rabotnički: 2014-2015
- Campionato lituano: 1

Sūduva: 2017